# ISO 639-3
ISO 639-3:2007, или Кодови за представљање назива језика — 3. дио: алфа-3 код за свеобухватно покривање језика, међународни је стандард за језичке кодове у ISO 639 серији. Дефинише трословне кодове за индентификацију језика. Стандард је објавила Међународна организација за стандардизацију (ISO) 1. фебруара 2007. године.
ISO 639-3 проширује ISO 639-2 кодове с циљем обухватања свих познатих природних језика. Проширена језичка покривеност заснивала се првенствено на језичким кодовима коришћеним у Ethnologue (издања 10—14) које је објавио SIL International, а који је сада регистрациони ауторитет за ISO 639-3 кодове. Омогућава набрајање језика што је могуће потпуније, укључујући живе и мртве, старе и конструисане, веће и мање, писане и неписане. Међутим, не укључује реконструисане језике као што је праиндоевропски.
ISO 639-3 је намијењен за употребу као метаподатак кодова у широком спектру примјена. Широко се користи у рачунарским и информационим системима, као што је интернет, у којима је потребна подршка за многе језике. У архивама и другим складиштима информација, користи се у системима за каталогизацију, показујући на ком језику је извор или о ком се језику ради. Кодови се такође често користе у лингвистичкој литератури и другдје како би се надокнадила чињеница да називи језика могу бити нејасни или двосмислени.
| Пронађите језик                                          |
| -------------------------------------------------------- |
| Унесите ISO 639-3 код да бисте пронашли чланак о језику. |
|                                                          |

## Језички кодови
ISO 639-3 укључује све језике у ISO 639-1 и све појединачне језике у ISO 639-2. ISO 639-1 и ISO 639-2 су фокусирани на главне језике, најчешће заступљене у укупној свјетској литератури. Пошто ISO 639-2 укључује језике збирке које ISO 639-3 не садржи, ISO 639-3 није надскуп ISO 639-2. Гдје ISO 639-3 користи T и B кодове, ISO 639-3 користе T кодове.
| Језик              | 639-1 | 639-2 (B/T) | 639-3 тип   | 639-3 код |
| ------------------ | ----- | ----------- | ----------- | --------- |
| Енглески           | en    | eng         | појединачан | eng       |
| Њемачки            | de    | ger/deu     | појединачан | deu       |
| Арапски            | ar    | ara         | макро       | ara       |
| Стандардни арапски | ar    | ara         | појединачан | arb       |
| Египатски арапски  | ar    | ara         | појединачан | arz       |
| Кинески            | zh    | chi/zho     | макро       | zho       |
| Мандарински        | zh    | chi/zho     | појединачан | cmn       |
| Кантонски          | zh    | chi/zho     | појединачан | yue       |
| Јужномински        | zh    | chi/zho     | појединачан | nan       |

Стандард од 18. фебруара 2021. садржи 7.893 уноса. Бројно стање језика је засновано на бројним изворима, укључујући: појединачне језике садржане у 639-2, савремене језике из Ethnologue, историјске варијетете, древни језици и вјештачки језици са Linguist List, као и језици које препоручују у годишњем периоду за коментарисање јавности.
Машински читљиве датотеке података пружа регистрациони ауторитет. Мапирање из ISO 639-1 или ISO 639-2 у ISO 639-3 може се извршити помоћу ових датотека података.
ISO 639-3 за циљ има да претпостави разлике на основу критеријума који нису сасвим објективни. Није намијењен документовању или пружању идентификатора за дијалекте или друге подјезичке варијетете. Ипак, предрасуде о разлика између језика могу бити субјективне, посебно у случају језички варијетета без утврђених књижевних традиција, употребе у образовању или медијима, или других фактора који доприносе канвенционализацији језика. Стога се стандард не би требао сматрати мјеродавном изјавом о томе који различити језици постоје у свијету (о чему у неким случајевима може доћи до значајног неслагања), већ једноставно један користан начин за прецизно идентификовање различитих језичких варијетета.

## Кодни простор
Пошто је код абецедни од три слова, једна горња граница за број језика који се могу представити је 26 × 26 × 26 = 17.576. Будући да ISO 639-2 дефинише посебне кодове (4), резервисани опсег (520) и само B-кодове (22), 546 кодова не могу се користити у 3. дијелу. Дакле, строжа горња граница је 17.576 − 546 = 17.030.
Горња граница постаје још строжа ако се одузму збирке језика дефинисане у 639-2 и оне које ће тек бити дефинисане у ISO 639-5.

## Макројезици
У ISO 639-2 постоји 58 језика који се, за сврхе стандарда, сматрају „макројезицима” у ISO 639-3.
Неки од ових макројезика нису имали појединачни језик дефинисан у ISO 639-3 у скупу кодова ISO 639-2, нпр. ’ara’ (општи арапски). Други попут ’nor’ (норвешки) имали су већ своја два појединачна дијела (’nno’ (нинорск), ’nob’ (букмол)) у ISO 639-2.
То значи да неки језици (нпр. ’arb’ стандардни арапски) који су према ISO 639-2 сматрани дијалектима једног језика (’ara’), сада се у ISO 639-3 у одређеним контекстима сматрају појединачним језицима.
Ово је покушај да се позабаве варијететима који се језички могу разликовати, али их њихови говорници третирају као два облика истог језика, нпр. у случајевима диглосије.
На примјер:
- http://www-01.sil.org/iso639-3/documentation.asp?id=ara (општи арапски, 639-2)
- http://www-01.sil.org/iso639-3/documentation.asp?id=arb (стандардни арапски, 639-3)

За потпун списак погледајте „Macrolanguage Mappings”. sil.org.

## Колективни језици
„Елемент колективног језичког кода је идентификатор који представља групу појединачних језика који се не сматрају једним језиком у било коме контексту употребе”. Ови кодове не представљају тачно одређени језик или макројезик.
Иако ISO 639-2 укључује трословне идентификаторе за колективне језике, ови кодови су искључени из ISO 639-3. Стога ISO 639-3 није наставак ISO 639-2.
ISO 639-5 дефинише трословне колективне кодове за језичке породице и групе, укључујући колективне језичке кодове из ISO 639-2.